# Шагающий экскаватор

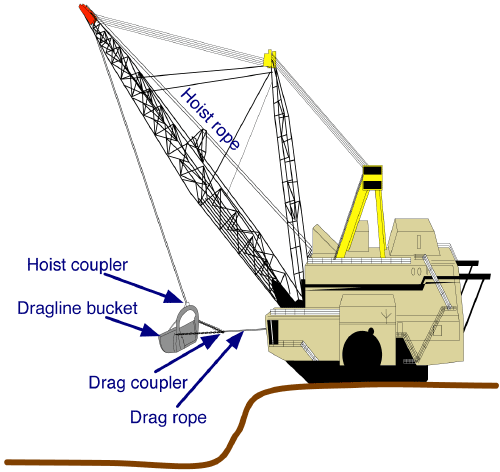
Схема шагающего экскаватора — драглайна

Модель экскаватора ЭШ-100.100 в экспозиции музея УЗТМ
Шага́ющий экскава́тор — экскаватор на шагающем ходу, обычно с оборудованием драглайна. Применение шагающего (в отличие от гусеничного) движителя позволяет снизить нагрузку на грунт (масса машин может достигать сотен и даже тысяч тонн) и повысить надёжность, при этом крайне низкая скорость перемещения с таким движителем некритична.
В неподвижном состоянии экскаватор опирается на грунт опорной плитой в основании; при необходимости сделать «шаг» вес переносится на опорные башмаки — «лыжи». Каждый башмак управляется двумя парами гидроцилиндров. Экскаватор приподнимается над грунтом, смещается на некоторое расстояние и снова садится на грунт опорной плитой. Опорные башмаки, в свою очередь, приподнимаются над грунтом и переносятся вперёд, и далее цикл повторяется.
На всех ЭШ советского и российского производства применяется только индивидуальный электропривод, небольшие машины зарубежного производства могут оснащаться групповым дизельным приводом.
Ёмкость гидросистемы экскаватора ЭШ-20/90 вмещает 18 т масла, давление в системе достигает 200 атм.
Фактическая скорость перемещения составляет 60—80 метров в час, максимальная паспортная — до 200 м/ч.
В СССР и Российской Федерации принята система обозначений шагающих экскаваторов (ЭШ) с указанием ёмкости ковша (в м³) и длины стрелы, например, ЭШ-15/90 (Экскаватор шагающий, ёмкость ковша 15 м³, вылет стрелы 90 м). Реальный максимальный радиус копания ЭШ-15/90 меньше, 83 м, глубина копания — до 43 м, погрузочная высота — до 39 м. Такой экскаватор при конструктивной массе 1253 т имеет среднее давление на грунт 100 кПа (10 т на м²) в рабочем положении и 150 кПа — в движении. Теоретическая производительность — до 900 м³ в час.
Эксплуатационные ограничения связаны с силой ветра (не более 25 м/c) и температурой (не ниже −30 °C). В сильные морозы работа на открытых месторождениях прекращается.
Крупнейший экскаватор, когда-либо созданный в СССР — ЭШ-100/100. С 1976 года находился в эксплуатации на Назаровском угольном разрезе (в Красноярском крае). Машина получилась удачной, однако судьба её не самая завидная: ЭШ-100/100 эксплуатировался около 15 лет, а в начале 1990-х (в связи с частыми сменами собственников и, как следствие, большим беспорядком в хозяйственной сфере) был законсервирован в связи с падением объёмов добычи угля, хотя разрез на тот момент себя не исчерпал. После консервации электрика потихоньку растаскивалась на медь, а машина всё больше приходила в негодность, в связи с чем было принято решение сдать её на металлолом уже полностью.
В России шагающие экскаваторы производятся Уральским заводом тяжёлого машиностроения («Уралмаш») в Екатеринбурге. В 2004 году информационные агентства сообщили о строительстве Уралмашем крупнейшего на тот момент российского шагающего экскаватора ЭШ-40/100 с ёмкостью ковша 40 м³ и длиной стрелы 100 м. Экскаватором с конструктивной массой в 4000 т оперирует экипаж из семи человек. В марте 2017 на заводе был собран ещё больший гигант — ЭШ-100/125, массой около 10 000 т.

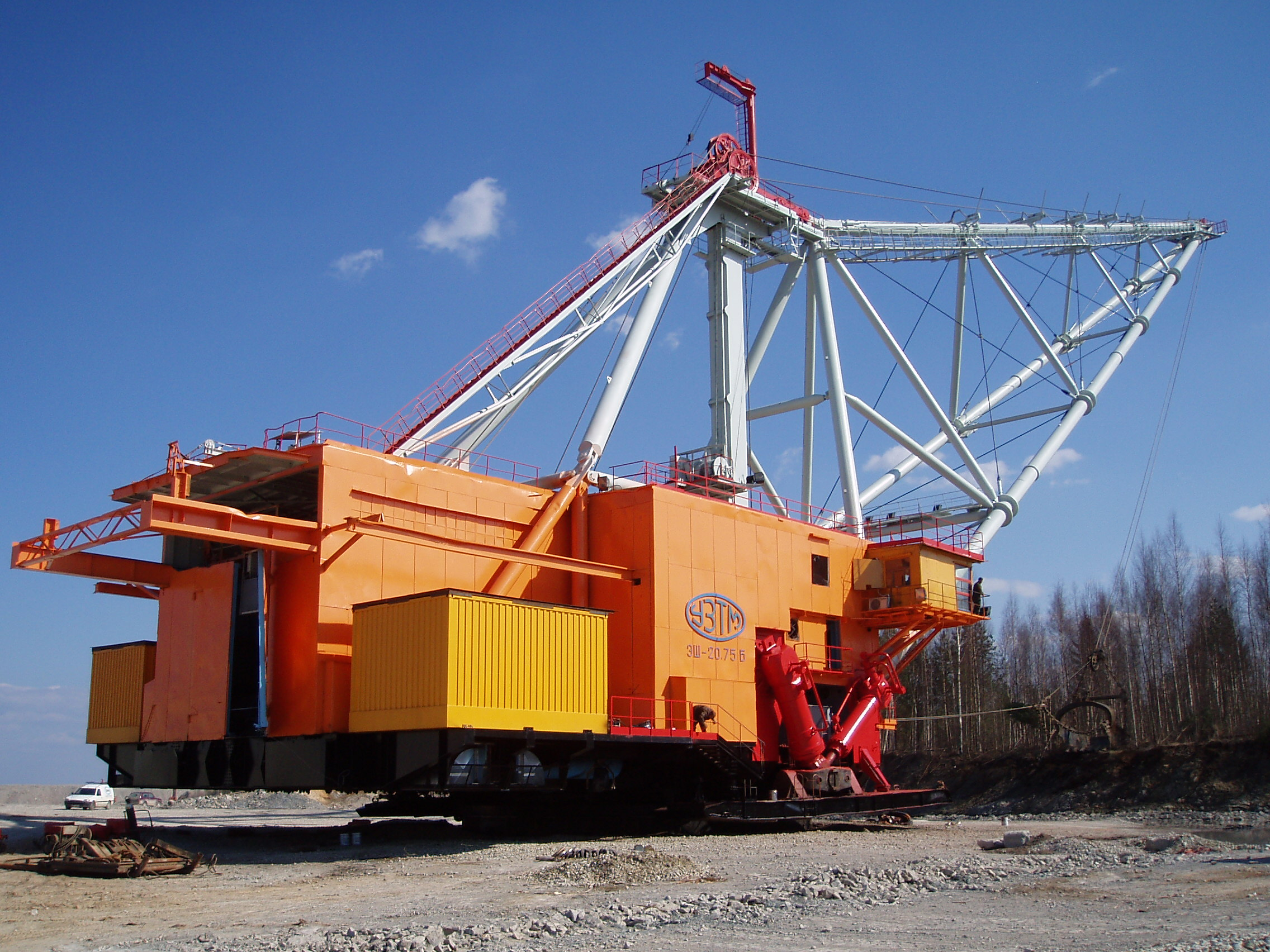
ЭШ 20.75 Б на Нарвском разрезе горючих сланцев в Эстонии

Шагающий экскаватор с самым большим в мире ковшом — «Биг Маски» размером с 22-этажный дом и с ковшом ёмкостью 168 м³ — был построен американской компанией «Бьюсайрус Эри» и в течение почти 30 лет работал на угольном разрезе, переместив за свою трудовую жизнь объём горной массы, вдвое превышающий объём земляных работ при строительстве Панамского канала. Он же является и самым тяжелым до сегодняшнего дня, правда, уступал советским и российским по длине стрелы («всего» 95 метров).